# As-Si’in (poddystrykt)
As-Si’in – jedna z 5 jednostek administracyjnych trzeciego rzędu (nahijja) dystryktu As-Salamijja w muhafazie Hama w Syrii.
W 2004 roku poddystrykt zamieszkiwało 14 366 osób.